# Edmund Koller
Edmund Koller (* 23. August 1930 in Ohlstadt; † 9. Juni 1998 in Ohlstadt) war ein deutscher Bobfahrer.

## Karriere
Edmund Koller gewann zusammen mit Hans Henn und Jakob Nirschl Anschieber von Franz Schelle bei der Weltmeisterschaft 1955 Bronze.  Bei den Olympischen Winterspielen 1956 wurde das Quartett im Viererbob-Wettkampf Achter.